# 33402 Canizares
33402 Canizares è un asteroide della fascia principale. Scoperto nel 1999, presenta un'orbita caratterizzata da un semiasse maggiore pari a 2,5926563 UA e da un'eccentricità di 0,0805852, inclinata di 15,54092° rispetto all'eclittica.